# Vuelta a Colombia 2020
La 70.ª edición de la Vuelta a Colombia (oficialmente: Vuelta a Colombia Mindeporte 70 años) fue una carrera de ciclismo en ruta por etapas que se celebró entre el 13 y el 22 de noviembre de 2020 con inicio en la ciudad de Villa de Leyva y final en el Alto de Santa Elena, luego de un circuito urbano en Medellín, Colombia. El recorrido constó de un total de 10 etapas sobre una distancia total recorrida de 1168,4 km de los 1196,4 km inicialmente programados debido a un recorte hecho a la última etapa.
En la edición 2020 se conmemoró el 70 aniversario de la carrera, la cual es considerada la competencia de ciclismo por etapas con mayor tradición del país.
La carrera se realizó como una competencia de categoría nacional no UCI y fue ganada por el ciclista boyacense Diego Andrés Camargo del Colombia Tierra de Atletas-GW Bicicletas. El podio lo completaron en segundo lugar el español Óscar Sevilla del equipo Medellín y en tercer lugar el antioqueño Juan Pablo Suárez del EPM-Scott.

## Cambios en el calendario
De acuerdo con el Calendario oficial de ruta y pista para la temporada 2020 publicado en diciembre de 2019 por la Federación Colombiana de Ciclismo, la prueba inicialmente estaba programada para realizarse entre el 13 y el 23 de agosto de 2020 y adicionalmente se anunció el regreso de la prueba como parte de las competencias UCI de categoría 2.2. Sin embargo, debido a la pandemia de COVID-19 en Colombia, el evento fue suspendido, anunciándose en el mes de mayo de 2020 la posible realización de la carrera para octubre de 2020 la cual finalmente se oficializó para el 13 al 22 de noviembre de 2020 como competencia de categoría nacional no UCI.

## Equipos participantes
Tomaron parte en la carrera 17 equipos invitados por la organización de la carrera quienes formaron un pelotón de 132 ciclistas de los que terminaron 103. Los equipos participantes fueron:
| Equipos continentales (5)- Medellín - Supergiros-Alcaldía de Manizales - IDEA-Ind. Antioquia-FLA-Lot. Medellín - EPM-Scott - Colombia Tierra de Atletas-GW Bicicletas Equipos ciclistas aficionados (12)- Indeportes Boyacá Avanza-BRC - UAE Team Colombia - Colnago CM Team - Talentos Colombia - EBSA Empresa de Energía Boyacá - Aguardiente Néctar-Indeportes Cundinamarca - Ingeniería de Vías - Sundark Arawak - Alcaldía de La Vega - Store Tattoo - A Tope Cycling - Fuerzas Armadas - Fundación Depormundo - Loteboy-Neiza-Alcaldía de Ventaquemada |
| |

## Recorrido
La Vuelta a Colombia dispuso de diez etapas rodando por algunos de los municipios tradicionales de los departamentos de Boyacá, Tolima, Quindío, Caldas, y Antioquia donde la carrera fue dividida en una contrarreloj individual, tres etapas llanas, cuatro etapas de media montaña, y tres etapas con llegada en final en alto para un recorrido total de 1196,4 kilómetros.
| Etapa      | Fecha     | Recorrido                       | type                   | Distancia (km) | Ganador                   | Líder          |
| ---------- | --------- | ------------------------------- | ---------------------- | -------------- | ------------------------- | -------------- |
| 1.ª etapa  | 13 de nov | Villa de Leyva – Villa de Leyva | etapa llana            | 161,5          | Bernardo Suaza            | Bernardo Suaza |
| 2.ª etapa  | 14 de nov | Tunja – Macanal                 | etapa de media montaña | 149,5          | Alexander Gil             | Alexander Gil  |
| 3.ª etapa  | 15 de nov | Sutatenza – Guasca              | etapa de media montaña | 144,6          | Nelson Soto Martínez      | Alexander Gil  |
| 4.ª etapa  | 16 de nov | Ibagué – Ibagué                 | etapa llana            | 100            | Nelson Soto Martínez      | Alexander Gil  |
| 5.ª etapa  | 17 de nov | Ibagué – Alto de La Línea       | etapa de montaña       | 122,8          | Salvador Moreno Hernández | Diego Camargo  |
| 6.ª etapa  | 18 de nov | Armenia – Mirador El Tambo      | etapa de montaña       | 145,4          | Yeison Rincón             | Diego Camargo  |
| 7.ª etapa  | 19 de nov | Chinchiná – Manizales           | cronoescalada          | 22,2           | Óscar Sevilla             | Diego Camargo  |
| 8.ª etapa  | 20 de nov | Manizales – Belalcázar          | etapa de montaña       | 163,3          | José Tito Hernández       | Diego Camargo  |
| 9.ª etapa  | 21 de nov | La Pintada – Medellín           | etapa de media montaña | 87,1           | Juan Pablo Suárez         | Diego Camargo  |
| 10.ª etapa | 22 de nov | Medellín – Alto de Santa Elena  | etapa de media montaña | 100 72         | Salvador Moreno Hernández | Diego Camargo  |

## Desarrollo de la carrera

### 1.ª etapa
| Villa de Leyva - Villa de Leyva | etapa llana | (161,5 km) |

| \| Clasificación de la etapa \| Clasificación de la etapa \| Clasificación de la etapa \| Clasificación de la etapa \| Clasificación de la etapa \| \| Ciclista \| Ciclista \| Equipo \| Tiempo \| \| \| ------------------------- \| ------------------------- \| ---------------------------------------- \| ------------------------- \| ------------------------- \| \| 1.º \| Bernardo Suaza \| Equipo Continental Supergiros \| 3 h 42 min 57 s \| \| \| 2.º \| Juan Pablo Suárez \| EPM-Scott \| + 0 s \| \| \| 3.º \| Luis Carlos Chía \| Colnago CM Team \| + 3 s \| \| \| 4.º \| Johan Colón \| IDEA-Ind. Antioquia-FLA-Lot. Medellín \| + 3 s \| \| \| 5.º \| Nelson Soto Martínez \| Colombia Tierra de Atletas-GW Bicicletas \| + 3 s \| \| \| 6.º \| Adrián Bustamante \| UAE Team Colombia \| + 3 s \| \| \| 7.º \| Juan Tito Rendón \| UAE Team Colombia \| + 3 s \| \| \| 8.º \| Yeison Reyes \| EPM-Scott \| + 3 s \| \| \| 9.º \| Fabio Duarte \| Medellín \| + 3 s \| \| \| 10.º \| Alexander Gil \| EPM-Scott \| + 3 s \| \| |                      |                                          |                 |
| |                      |                                          |                 |
| |                      |                                          |                 |
| Clasificación de la etapa |                      |                                          |                 |
| Ciclista | Ciclista             | Equipo                                   | Tiempo          |
| 1.º | Bernardo Suaza       | Equipo Continental Supergiros            | 3 h 42 min 57 s |
| 2.º | Juan Pablo Suárez    | EPM-Scott                                | + 0 s           |
| 3.º | Luis Carlos Chía     | Colnago CM Team                          | + 3 s           |
| 4.º | Johan Colón          | IDEA-Ind. Antioquia-FLA-Lot. Medellín    | + 3 s           |
| 5.º | Nelson Soto Martínez | Colombia Tierra de Atletas-GW Bicicletas | + 3 s           |
| 6.º | Adrián Bustamante    | UAE Team Colombia                        | + 3 s           |
| 7.º | Juan Tito Rendón     | UAE Team Colombia                        | + 3 s           |
| 8.º | Yeison Reyes         | EPM-Scott                                | + 3 s           |
| 9.º | Fabio Duarte         | Medellín                                 | + 3 s           |
| 10.º | Alexander Gil        | EPM-Scott                                | + 3 s           |

| \| Clasificación general \| Clasificación general \| Clasificación general \| Clasificación general \| Clasificación general \| \| Ciclista \| Ciclista \| Equipo \| Tiempo \| \| \| --------------------- \| --------------------- \| ---------------------------------------- \| --------------------- \| --------------------- \| \| 1.º \| Bernardo Suaza \| Equipo Continental Supergiros \| 3 h 42 min 47 s \| \| \| 2.º \| Juan Pablo Suárez \| EPM-Scott \| + 4 s \| \| \| 3.º \| Luis Carlos Chía \| Colnago CM Team \| + 9 s \| \| \| 4.º \| Germán Chaves \| EPM-Scott \| + 10 s \| \| \| 5.º \| Óscar Sevilla \| Medellín \| + 11 s \| \| \| 6.º \| Johan Colón \| IDEA-Ind. Antioquia-FLA-Lot. Medellín \| + 13 s \| \| \| 7.º \| Nelson Soto Martínez \| Colombia Tierra de Atletas-GW Bicicletas \| + 13 s \| \| \| 8.º \| Adrián Bustamante \| UAE Team Colombia \| + 13 s \| \| \| 9.º \| Juan Tito Rendón \| UAE Team Colombia \| + 13 s \| \| \| 10.º \| Yeison Reyes \| EPM-Scott \| + 13 s \| \| |                      |                                          |                 |
| |                      |                                          |                 |
| |                      |                                          |                 |
| Clasificación general |                      |                                          |                 |
| Ciclista | Ciclista             | Equipo                                   | Tiempo          |
| 1.º | Bernardo Suaza       | Equipo Continental Supergiros            | 3 h 42 min 47 s |
| 2.º | Juan Pablo Suárez    | EPM-Scott                                | + 4 s           |
| 3.º | Luis Carlos Chía     | Colnago CM Team                          | + 9 s           |
| 4.º | Germán Chaves        | EPM-Scott                                | + 10 s          |
| 5.º | Óscar Sevilla        | Medellín                                 | + 11 s          |
| 6.º | Johan Colón          | IDEA-Ind. Antioquia-FLA-Lot. Medellín    | + 13 s          |
| 7.º | Nelson Soto Martínez | Colombia Tierra de Atletas-GW Bicicletas | + 13 s          |
| 8.º | Adrián Bustamante    | UAE Team Colombia                        | + 13 s          |
| 9.º | Juan Tito Rendón     | UAE Team Colombia                        | + 13 s          |
| 10.º | Yeison Reyes         | EPM-Scott                                | + 13 s          |

### 2.ª etapa
| Tunja - Macanal | etapa de media montaña | (149,5 km) |

| \| Clasificación de la etapa \| Clasificación de la etapa \| Clasificación de la etapa \| Clasificación de la etapa \| Clasificación de la etapa \| \| Ciclista \| Ciclista \| Equipo \| Tiempo \| \| \| ------------------------- \| ------------------------- \| ---------------------------------------- \| ------------------------- \| ------------------------- \| \| 1.º \| Alexander Gil \| EPM-Scott \| 3 h 26 min 52 s \| \| \| 2.º \| Juan Pablo Suárez \| EPM-Scott \| + 7 s \| \| \| 3.º \| Diego Camargo \| Colombia Tierra de Atletas-GW Bicicletas \| + 7 s \| \| \| 4.º \| Óscar Sevilla \| Medellín \| + 7 s \| \| \| 5.º \| Danny Osorio \| IDEA-Ind. Antioquia-FLA-Lot. Medellín \| + 7 s \| \| \| 6.º \| Sebastián Castaño \| IDEA-Ind. Antioquia-FLA-Lot. Medellín \| + 22 s \| \| \| 7.º \| Aldemar Reyes Ortega \| EPM-Scott \| + 30 s \| \| \| 8.º \| Robinson Chalapud \| Medellín \| + 30 s \| \| \| 9.º \| José Tito Hernández \| Medellín \| + 30 s \| \| \| 10.º \| Marco Suesca \| Sundark Arawak \| + 33 s \| \| |                      |                                          |                 |
| |                      |                                          |                 |
| |                      |                                          |                 |
| Clasificación de la etapa |                      |                                          |                 |
| Ciclista | Ciclista             | Equipo                                   | Tiempo          |
| 1.º | Alexander Gil        | EPM-Scott                                | 3 h 26 min 52 s |
| 2.º | Juan Pablo Suárez    | EPM-Scott                                | + 7 s           |
| 3.º | Diego Camargo        | Colombia Tierra de Atletas-GW Bicicletas | + 7 s           |
| 4.º | Óscar Sevilla        | Medellín                                 | + 7 s           |
| 5.º | Danny Osorio         | IDEA-Ind. Antioquia-FLA-Lot. Medellín    | + 7 s           |
| 6.º | Sebastián Castaño    | IDEA-Ind. Antioquia-FLA-Lot. Medellín    | + 22 s          |
| 7.º | Aldemar Reyes Ortega | EPM-Scott                                | + 30 s          |
| 8.º | Robinson Chalapud    | Medellín                                 | + 30 s          |
| 9.º | José Tito Hernández  | Medellín                                 | + 30 s          |
| 10.º | Marco Suesca         | Sundark Arawak                           | + 33 s          |

| \| Clasificación general \| Clasificación general \| Clasificación general \| Clasificación general \| Clasificación general \| \| Ciclista \| Ciclista \| Equipo \| Tiempo \| \| \| --------------------- \| --------------------- \| ---------------------------------------- \| --------------------- \| --------------------- \| \| 1.º \| Alexander Gil \| EPM-Scott \| 7 h 09 min 42 s \| \| \| 2.º \| Juan Pablo Suárez \| EPM-Scott \| + 2 s \| \| \| 3.º \| Diego Camargo \| Colombia Tierra de Atletas-GW Bicicletas \| + 13 s \| \| \| 4.º \| Óscar Sevilla \| Medellín \| + 15 s \| \| \| 5.º \| Danny Osorio \| IDEA-Ind. Antioquia-FLA-Lot. Medellín \| + 17 s \| \| \| 6.º \| Sebastián Castaño \| IDEA-Ind. Antioquia-FLA-Lot. Medellín \| + 32 s \| \| \| 7.º \| Robinson Chalapud \| Medellín \| + 40 s \| \| \| 8.º \| José Tito Hernández \| Medellín \| + 40 s \| \| \| 9.º \| Aldemar Reyes Ortega \| EPM-Scott \| + 40 s \| \| \| 10.º \| Marco Suesca \| Sundark Arawak \| + 43 s \| \| |                      |                                          |                 |
| |                      |                                          |                 |
| |                      |                                          |                 |
| Clasificación general |                      |                                          |                 |
| Ciclista | Ciclista             | Equipo                                   | Tiempo          |
| 1.º | Alexander Gil        | EPM-Scott                                | 7 h 09 min 42 s |
| 2.º | Juan Pablo Suárez    | EPM-Scott                                | + 2 s           |
| 3.º | Diego Camargo        | Colombia Tierra de Atletas-GW Bicicletas | + 13 s          |
| 4.º | Óscar Sevilla        | Medellín                                 | + 15 s          |
| 5.º | Danny Osorio         | IDEA-Ind. Antioquia-FLA-Lot. Medellín    | + 17 s          |
| 6.º | Sebastián Castaño    | IDEA-Ind. Antioquia-FLA-Lot. Medellín    | + 32 s          |
| 7.º | Robinson Chalapud    | Medellín                                 | + 40 s          |
| 8.º | José Tito Hernández  | Medellín                                 | + 40 s          |
| 9.º | Aldemar Reyes Ortega | EPM-Scott                                | + 40 s          |
| 10.º | Marco Suesca         | Sundark Arawak                           | + 43 s          |

### 3.ª etapa
| Sutatenza - Guasca | etapa de media montaña | (144,6 km) |

| \| Clasificación de la etapa \| Clasificación de la etapa \| Clasificación de la etapa \| Clasificación de la etapa \| Clasificación de la etapa \| \| Ciclista \| Ciclista \| Equipo \| Tiempo \| \| \| ------------------------- \| ------------------------- \| ---------------------------------------- \| ------------------------- \| ------------------------- \| \| 1.º \| Nelson Soto Martínez \| Colombia Tierra de Atletas-GW Bicicletas \| 3 h 39 min 04 s \| \| \| 2.º \| Fabio Duarte \| Medellín \| + 3 s \| \| \| 3.º \| Robinson Chalapud \| Medellín \| + 3 s \| \| \| 4.º \| Alexander Gil \| EPM-Scott \| + 3 s \| \| \| 5.º \| Juan Pablo Suárez \| EPM-Scott \| + 3 s \| \| \| 6.º \| Óscar Sevilla \| Medellín \| + 3 s \| \| \| 7.º \| Diego Camargo \| Colombia Tierra de Atletas-GW Bicicletas \| + 3 s \| \| \| 8.º \| Juan Tito Rendón \| UAE Team Colombia \| + 3 s \| \| \| 9.º \| Bernardo Suaza \| Equipo Continental Supergiros \| + 3 s \| \| \| 10.º \| Aldemar Reyes Ortega \| EPM-Scott \| + 3 s \| \| |                      |                                          |                 |
| |                      |                                          |                 |
| |                      |                                          |                 |
| Clasificación de la etapa |                      |                                          |                 |
| Ciclista | Ciclista             | Equipo                                   | Tiempo          |
| 1.º | Nelson Soto Martínez | Colombia Tierra de Atletas-GW Bicicletas | 3 h 39 min 04 s |
| 2.º | Fabio Duarte         | Medellín                                 | + 3 s           |
| 3.º | Robinson Chalapud    | Medellín                                 | + 3 s           |
| 4.º | Alexander Gil        | EPM-Scott                                | + 3 s           |
| 5.º | Juan Pablo Suárez    | EPM-Scott                                | + 3 s           |
| 6.º | Óscar Sevilla        | Medellín                                 | + 3 s           |
| 7.º | Diego Camargo        | Colombia Tierra de Atletas-GW Bicicletas | + 3 s           |
| 8.º | Juan Tito Rendón     | UAE Team Colombia                        | + 3 s           |
| 9.º | Bernardo Suaza       | Equipo Continental Supergiros            | + 3 s           |
| 10.º | Aldemar Reyes Ortega | EPM-Scott                                | + 3 s           |

| \| Clasificación general \| Clasificación general \| Clasificación general \| Clasificación general \| Clasificación general \| \| Ciclista \| Ciclista \| Equipo \| Tiempo \| \| \| --------------------- \| --------------------- \| ---------------------------------------- \| --------------------- \| --------------------- \| \| 1.º \| Alexander Gil \| EPM-Scott \| 10 h 48 min 49 s \| \| \| 2.º \| Juan Pablo Suárez \| EPM-Scott \| + 2 s \| \| \| 3.º \| Diego Camargo \| Colombia Tierra de Atletas-GW Bicicletas \| + 13 s \| \| \| 4.º \| Óscar Sevilla \| Medellín \| + 15 s \| \| \| 5.º \| Danny Osorio \| IDEA-Ind. Antioquia-FLA-Lot. Medellín \| + 17 s \| \| \| 6.º \| Sebastián Castaño \| IDEA-Ind. Antioquia-FLA-Lot. Medellín \| + 32 s \| \| \| 7.º \| Robinson Chalapud \| Medellín \| + 36 s \| \| \| 8.º \| José Tito Hernández \| Medellín \| + 40 s \| \| \| 9.º \| Aldemar Reyes Ortega \| EPM-Scott \| + 40 s \| \| \| 10.º \| Marco Suesca \| Sundark Arawak \| + 43 s \| \| |                      |                                          |                  |
| |                      |                                          |                  |
| |                      |                                          |                  |
| Clasificación general |                      |                                          |                  |
| Ciclista | Ciclista             | Equipo                                   | Tiempo           |
| 1.º | Alexander Gil        | EPM-Scott                                | 10 h 48 min 49 s |
| 2.º | Juan Pablo Suárez    | EPM-Scott                                | + 2 s            |
| 3.º | Diego Camargo        | Colombia Tierra de Atletas-GW Bicicletas | + 13 s           |
| 4.º | Óscar Sevilla        | Medellín                                 | + 15 s           |
| 5.º | Danny Osorio         | IDEA-Ind. Antioquia-FLA-Lot. Medellín    | + 17 s           |
| 6.º | Sebastián Castaño    | IDEA-Ind. Antioquia-FLA-Lot. Medellín    | + 32 s           |
| 7.º | Robinson Chalapud    | Medellín                                 | + 36 s           |
| 8.º | José Tito Hernández  | Medellín                                 | + 40 s           |
| 9.º | Aldemar Reyes Ortega | EPM-Scott                                | + 40 s           |
| 10.º | Marco Suesca         | Sundark Arawak                           | + 43 s           |

### 4.ª etapa
| Ibagué - Ibagué | etapa llana | (100 km) |

| \| Clasificación de la etapa \| Clasificación de la etapa \| Clasificación de la etapa \| Clasificación de la etapa \| Clasificación de la etapa \| \| Ciclista \| Ciclista \| Equipo \| Tiempo \| \| \| ------------------------- \| ------------------------- \| ---------------------------------------- \| ------------------------- \| ------------------------- \| \| 1.º \| Nelson Soto Martínez \| Colombia Tierra de Atletas-GW Bicicletas \| 2 h 24 min 50 s \| \| \| 2.º \| Luis Carlos Chía \| Colnago CM Team \| + 0 s \| \| \| 3.º \| Brayan Sánchez \| Medellín \| + 0 s \| \| \| 4.º \| Óscar Sevilla \| Medellín \| + 0 s \| \| \| 5.º \| Aldemar Reyes Ortega \| EPM-Scott \| + 0 s \| \| \| 6.º \| Juan Pablo Suárez \| EPM-Scott \| + 0 s \| \| \| 7.º \| Johan Colón \| IDEA-Ind. Antioquia-FLA-Lot. Medellín \| + 0 s \| \| \| 8.º \| Yeison Reyes \| EPM-Scott \| + 0 s \| \| \| 9.º \| Sebastián Castaño \| IDEA-Ind. Antioquia-FLA-Lot. Medellín \| + 0 s \| \| \| 10.º \| Alexander Gil \| EPM-Scott \| + 0 s \| \| |                      |                                          |                 |
| |                      |                                          |                 |
| |                      |                                          |                 |
| Clasificación de la etapa |                      |                                          |                 |
| Ciclista | Ciclista             | Equipo                                   | Tiempo          |
| 1.º | Nelson Soto Martínez | Colombia Tierra de Atletas-GW Bicicletas | 2 h 24 min 50 s |
| 2.º | Luis Carlos Chía     | Colnago CM Team                          | + 0 s           |
| 3.º | Brayan Sánchez       | Medellín                                 | + 0 s           |
| 4.º | Óscar Sevilla        | Medellín                                 | + 0 s           |
| 5.º | Aldemar Reyes Ortega | EPM-Scott                                | + 0 s           |
| 6.º | Juan Pablo Suárez    | EPM-Scott                                | + 0 s           |
| 7.º | Johan Colón          | IDEA-Ind. Antioquia-FLA-Lot. Medellín    | + 0 s           |
| 8.º | Yeison Reyes         | EPM-Scott                                | + 0 s           |
| 9.º | Sebastián Castaño    | IDEA-Ind. Antioquia-FLA-Lot. Medellín    | + 0 s           |
| 10.º | Alexander Gil        | EPM-Scott                                | + 0 s           |

| \| Clasificación general \| Clasificación general \| Clasificación general \| Clasificación general \| Clasificación general \| \| Ciclista \| Ciclista \| Equipo \| Tiempo \| \| \| --------------------- \| --------------------- \| ---------------------------------------- \| --------------------- \| --------------------- \| \| 1.º \| Alexander Gil \| EPM-Scott \| 13 h 13 min 39 s \| \| \| 2.º \| Juan Pablo Suárez \| EPM-Scott \| + 1 s \| \| \| 3.º \| Diego Camargo \| Colombia Tierra de Atletas-GW Bicicletas \| + 13 s \| \| \| 4.º \| Óscar Sevilla \| Medellín \| + 15 s \| \| \| 5.º \| Danny Osorio \| IDEA-Ind. Antioquia-FLA-Lot. Medellín \| + 17 s \| \| \| 6.º \| Sebastián Castaño \| IDEA-Ind. Antioquia-FLA-Lot. Medellín \| + 32 s \| \| \| 7.º \| Robinson Chalapud \| Medellín \| + 36 s \| \| \| 8.º \| Aldemar Reyes Ortega \| EPM-Scott \| + 38 s \| \| \| 9.º \| José Tito Hernández \| Medellín \| + 40 s \| \| \| 10.º \| Marco Suesca \| Sundark Arawak \| + 43 s \| \| |                      |                                          |                  |
| |                      |                                          |                  |
| |                      |                                          |                  |
| Clasificación general |                      |                                          |                  |
| Ciclista | Ciclista             | Equipo                                   | Tiempo           |
| 1.º | Alexander Gil        | EPM-Scott                                | 13 h 13 min 39 s |
| 2.º | Juan Pablo Suárez    | EPM-Scott                                | + 1 s            |
| 3.º | Diego Camargo        | Colombia Tierra de Atletas-GW Bicicletas | + 13 s           |
| 4.º | Óscar Sevilla        | Medellín                                 | + 15 s           |
| 5.º | Danny Osorio         | IDEA-Ind. Antioquia-FLA-Lot. Medellín    | + 17 s           |
| 6.º | Sebastián Castaño    | IDEA-Ind. Antioquia-FLA-Lot. Medellín    | + 32 s           |
| 7.º | Robinson Chalapud    | Medellín                                 | + 36 s           |
| 8.º | Aldemar Reyes Ortega | EPM-Scott                                | + 38 s           |
| 9.º | José Tito Hernández  | Medellín                                 | + 40 s           |
| 10.º | Marco Suesca         | Sundark Arawak                           | + 43 s           |

### 5.ª etapa
| Ibagué - Alto de La Línea | etapa de montaña | (122,8 km) |

| \| Clasificación de la etapa \| Clasificación de la etapa \| Clasificación de la etapa \| Clasificación de la etapa \| Clasificación de la etapa \| \| Ciclista \| Ciclista \| Equipo \| Tiempo \| \| \| ------------------------- \| ------------------------- \| ---------------------------------------- \| ------------------------- \| ------------------------- \| \| 1.º \| Salvador Moreno Hernández \| EBSA Empresa de Energía Boyacá \| 3 h 31 min 42 s \| \| \| 2.º \| Diego Camargo \| Colombia Tierra de Atletas-GW Bicicletas \| + 1 s \| \| \| 3.º \| Juan Pablo Suárez \| EPM-Scott \| + 34 s \| \| \| 4.º \| Danny Osorio \| IDEA-Ind. Antioquia-FLA-Lot. Medellín \| + 34 s \| \| \| 5.º \| Alexander Gil \| EPM-Scott \| + 48 s \| \| \| 6.º \| Óscar Sevilla \| Medellín \| + 48 s \| \| \| 7.º \| Hernán Aguirre \| Colombia Tierra de Atletas-GW Bicicletas \| + 1 min 10 s \| \| \| 8.º \| Robinson Chalapud \| Medellín \| + 1 min 10 s \| \| \| 9.º \| Carlos Herney Soler \| EBSA Empresa de Energía Boyacá \| + 1 min 18 s \| \| \| 10.º \| Edgar Pinzón \| Sundark Arawak \| + 1 min 18 s \| \| |                           |                                          |                 |
| |                           |                                          |                 |
| |                           |                                          |                 |
| Clasificación de la etapa |                           |                                          |                 |
| Ciclista | Ciclista                  | Equipo                                   | Tiempo          |
| 1.º | Salvador Moreno Hernández | EBSA Empresa de Energía Boyacá           | 3 h 31 min 42 s |
| 2.º | Diego Camargo             | Colombia Tierra de Atletas-GW Bicicletas | + 1 s           |
| 3.º | Juan Pablo Suárez         | EPM-Scott                                | + 34 s          |
| 4.º | Danny Osorio              | IDEA-Ind. Antioquia-FLA-Lot. Medellín    | + 34 s          |
| 5.º | Alexander Gil             | EPM-Scott                                | + 48 s          |
| 6.º | Óscar Sevilla             | Medellín                                 | + 48 s          |
| 7.º | Hernán Aguirre            | Colombia Tierra de Atletas-GW Bicicletas | + 1 min 10 s    |
| 8.º | Robinson Chalapud         | Medellín                                 | + 1 min 10 s    |
| 9.º | Carlos Herney Soler       | EBSA Empresa de Energía Boyacá           | + 1 min 18 s    |
| 10.º | Edgar Pinzón              | Sundark Arawak                           | + 1 min 18 s    |

| \| Clasificación general \| Clasificación general \| Clasificación general \| Clasificación general \| Clasificación general \| \| Ciclista \| Ciclista \| Equipo \| Tiempo \| \| \| --------------------- \| ------------------------- \| ---------------------------------------- \| --------------------- \| --------------------- \| \| 1.º \| Diego Camargo \| Colombia Tierra de Atletas-GW Bicicletas \| 16 h 45 min 29 s \| \| \| 2.º \| Juan Pablo Suárez \| EPM-Scott \| + 23 s \| \| \| 3.º \| Alexander Gil \| EPM-Scott \| + 40 s \| \| \| 4.º \| Danny Osorio \| IDEA-Ind. Antioquia-FLA-Lot. Medellín \| + 43 s \| \| \| 5.º \| Óscar Sevilla \| Medellín \| + 55 s \| \| \| 6.º \| Salvador Moreno Hernández \| EBSA Empresa de Energía Boyacá \| + 1 min 03 s \| \| \| 7.º \| Robinson Chalapud \| Medellín \| + 1 min 38 s \| \| \| 8.º \| Hernán Aguirre \| Colombia Tierra de Atletas-GW Bicicletas \| + 1 min 45 s \| \| \| 9.º \| Carlos Herney Soler \| EBSA Empresa de Energía Boyacá \| + 2 min 24 s \| \| \| 10.º \| Aristóbulo Cala \| Sundark Arawak \| + 2 min 36 s \| \| |                           |                                          |                  |
| |                           |                                          |                  |
| |                           |                                          |                  |
| Clasificación general |                           |                                          |                  |
| Ciclista | Ciclista                  | Equipo                                   | Tiempo           |
| 1.º | Diego Camargo             | Colombia Tierra de Atletas-GW Bicicletas | 16 h 45 min 29 s |
| 2.º | Juan Pablo Suárez         | EPM-Scott                                | + 23 s           |
| 3.º | Alexander Gil             | EPM-Scott                                | + 40 s           |
| 4.º | Danny Osorio              | IDEA-Ind. Antioquia-FLA-Lot. Medellín    | + 43 s           |
| 5.º | Óscar Sevilla             | Medellín                                 | + 55 s           |
| 6.º | Salvador Moreno Hernández | EBSA Empresa de Energía Boyacá           | + 1 min 03 s     |
| 7.º | Robinson Chalapud         | Medellín                                 | + 1 min 38 s     |
| 8.º | Hernán Aguirre            | Colombia Tierra de Atletas-GW Bicicletas | + 1 min 45 s     |
| 9.º | Carlos Herney Soler       | EBSA Empresa de Energía Boyacá           | + 2 min 24 s     |
| 10.º | Aristóbulo Cala           | Sundark Arawak                           | + 2 min 36 s     |

### 6.ª etapa
| Armenia - Mirador El Tambo | etapa de montaña | (145,4 km) |

| \| Clasificación de la etapa \| Clasificación de la etapa \| Clasificación de la etapa \| Clasificación de la etapa \| Clasificación de la etapa \| \| Ciclista \| Ciclista \| Equipo \| Tiempo \| \| \| ------------------------- \| ------------------------- \| ----------------------------- \| ------------------------- \| ------------------------- \| \| 1.º \| Yeison Rincón \| Sundark Arawak \| 3 h 15 min 11 s \| \| \| 2.º \| Daniel Jaramillo \| \| + 0 s \| \| \| 3.º \| Adrián Bustamante \| UAE Team Colombia \| + 0 s \| \| \| 4.º \| Bernardo Suaza \| Equipo Continental Supergiros \| + 3 s \| \| \| 5.º \| Jhon Anderson Rodríguez \| EPM-Scott \| + 8 s \| \| \| 6.º \| Óscar Pachón \| Sundark Arawak \| + 15 s \| \| \| 7.º \| Edwin Patiño \| Indeportes Boyacá Avanza-BRC \| + 25 s \| \| \| 8.º \| Elkin Goyeneche \| Ingeniería de Vías \| + 25 s \| \| \| 9.º \| Weimar Roldán \| Medellín \| + 31 s \| \| \| 10.º \| Edwin Leandro Arango \| Equipo Continental Supergiros \| + 37 s \| \| |                         |                               |                 |
| |                         |                               |                 |
| |                         |                               |                 |
| Clasificación de la etapa |                         |                               |                 |
| Ciclista | Ciclista                | Equipo                        | Tiempo          |
| 1.º | Yeison Rincón           | Sundark Arawak                | 3 h 15 min 11 s |
| 2.º | Daniel Jaramillo        |                               | + 0 s           |
| 3.º | Adrián Bustamante       | UAE Team Colombia             | + 0 s           |
| 4.º | Bernardo Suaza          | Equipo Continental Supergiros | + 3 s           |
| 5.º | Jhon Anderson Rodríguez | EPM-Scott                     | + 8 s           |
| 6.º | Óscar Pachón            | Sundark Arawak                | + 15 s          |
| 7.º | Edwin Patiño            | Indeportes Boyacá Avanza-BRC  | + 25 s          |
| 8.º | Elkin Goyeneche         | Ingeniería de Vías            | + 25 s          |
| 9.º | Weimar Roldán           | Medellín                      | + 31 s          |
| 10.º | Edwin Leandro Arango    | Equipo Continental Supergiros | + 37 s          |

| \| Clasificación general \| Clasificación general \| Clasificación general \| Clasificación general \| Clasificación general \| \| Ciclista \| Ciclista \| Equipo \| Tiempo \| \| \| --------------------- \| ------------------------- \| ---------------------------------------- \| --------------------- \| --------------------- \| \| 1.º \| Diego Camargo \| Colombia Tierra de Atletas-GW Bicicletas \| 20 h 01 min 59 s \| \| \| 2.º \| Juan Pablo Suárez \| EPM-Scott \| + 23 s \| \| \| 3.º \| Alexander Gil \| EPM-Scott \| + 40 s \| \| \| 4.º \| Danny Osorio \| IDEA-Ind. Antioquia-FLA-Lot. Medellín \| + 43 s \| \| \| 5.º \| Óscar Sevilla \| Medellín \| + 55 s \| \| \| 6.º \| Salvador Moreno Hernández \| EBSA Empresa de Energía Boyacá \| + 1 min 03 s \| \| \| 7.º \| Robinson Chalapud \| Medellín \| + 1 min 38 s \| \| \| 8.º \| Hernán Aguirre \| Colombia Tierra de Atletas-GW Bicicletas \| + 1 min 45 s \| \| \| 9.º \| Carlos Herney Soler \| EBSA Empresa de Energía Boyacá \| + 2 min 24 s \| \| \| 10.º \| Aristóbulo Cala \| Sundark Arawak \| + 2 min 36 s \| \| |                           |                                          |                  |
| |                           |                                          |                  |
| |                           |                                          |                  |
| Clasificación general |                           |                                          |                  |
| Ciclista | Ciclista                  | Equipo                                   | Tiempo           |
| 1.º | Diego Camargo             | Colombia Tierra de Atletas-GW Bicicletas | 20 h 01 min 59 s |
| 2.º | Juan Pablo Suárez         | EPM-Scott                                | + 23 s           |
| 3.º | Alexander Gil             | EPM-Scott                                | + 40 s           |
| 4.º | Danny Osorio              | IDEA-Ind. Antioquia-FLA-Lot. Medellín    | + 43 s           |
| 5.º | Óscar Sevilla             | Medellín                                 | + 55 s           |
| 6.º | Salvador Moreno Hernández | EBSA Empresa de Energía Boyacá           | + 1 min 03 s     |
| 7.º | Robinson Chalapud         | Medellín                                 | + 1 min 38 s     |
| 8.º | Hernán Aguirre            | Colombia Tierra de Atletas-GW Bicicletas | + 1 min 45 s     |
| 9.º | Carlos Herney Soler       | EBSA Empresa de Energía Boyacá           | + 2 min 24 s     |
| 10.º | Aristóbulo Cala           | Sundark Arawak                           | + 2 min 36 s     |

### 7.ª etapa
| Chinchiná - Manizales | cronoescalada | (22,2 km) |

| \| Clasificación de la etapa \| Clasificación de la etapa \| Clasificación de la etapa \| Clasificación de la etapa \| Clasificación de la etapa \| \| Ciclista \| Ciclista \| Equipo \| Tiempo \| \| \| ------------------------- \| ------------------------- \| ---------------------------------------- \| ------------------------- \| ------------------------- \| \| 1.º \| Óscar Sevilla \| Medellín \| 43 min 36 s \| \| \| 2.º \| Diego Camargo \| Colombia Tierra de Atletas-GW Bicicletas \| + 22 s \| \| \| 3.º \| Danny Osorio \| IDEA-Ind. Antioquia-FLA-Lot. Medellín \| + 32 s \| \| \| 4.º \| Juan Pablo Suárez \| EPM-Scott \| + 55 s \| \| \| 5.º \| José Tito Hernández \| Medellín \| + 56 s \| \| \| 6.º \| Brayan Sánchez \| Medellín \| + 1 min 13 s \| \| \| 7.º \| Fabio Duarte \| Medellín \| + 1 min 20 s \| \| \| 8.º \| Aldemar Reyes Ortega \| EPM-Scott \| + 1 min 22 s \| \| \| 9.º \| Alexander Gil \| EPM-Scott \| + 1 min 31 s \| \| \| 10.º \| George Tibaquirá \| Sundark Arawak \| + 1 min 36 s \| \| |                      |                                          |              |
| |                      |                                          |              |
| |                      |                                          |              |
| Clasificación de la etapa |                      |                                          |              |
| Ciclista | Ciclista             | Equipo                                   | Tiempo       |
| 1.º | Óscar Sevilla        | Medellín                                 | 43 min 36 s  |
| 2.º | Diego Camargo        | Colombia Tierra de Atletas-GW Bicicletas | + 22 s       |
| 3.º | Danny Osorio         | IDEA-Ind. Antioquia-FLA-Lot. Medellín    | + 32 s       |
| 4.º | Juan Pablo Suárez    | EPM-Scott                                | + 55 s       |
| 5.º | José Tito Hernández  | Medellín                                 | + 56 s       |
| 6.º | Brayan Sánchez       | Medellín                                 | + 1 min 13 s |
| 7.º | Fabio Duarte         | Medellín                                 | + 1 min 20 s |
| 8.º | Aldemar Reyes Ortega | EPM-Scott                                | + 1 min 22 s |
| 9.º | Alexander Gil        | EPM-Scott                                | + 1 min 31 s |
| 10.º | George Tibaquirá     | Sundark Arawak                           | + 1 min 36 s |

| \| Clasificación general \| Clasificación general \| Clasificación general \| Clasificación general \| Clasificación general \| \| Ciclista \| Ciclista \| Equipo \| Tiempo \| \| \| --------------------- \| ------------------------- \| ---------------------------------------- \| --------------------- \| --------------------- \| \| 1.º \| Diego Camargo \| Colombia Tierra de Atletas-GW Bicicletas \| 20 h 45 min 57 s \| \| \| 2.º \| Óscar Sevilla \| Medellín \| + 33 s \| \| \| 3.º \| Danny Osorio \| IDEA-Ind. Antioquia-FLA-Lot. Medellín \| + 53 s \| \| \| 4.º \| Juan Pablo Suárez \| EPM-Scott \| + 56 s \| \| \| 5.º \| Alexander Gil \| EPM-Scott \| + 1 min 49 s \| \| \| 6.º \| Salvador Moreno Hernández \| EBSA Empresa de Energía Boyacá \| + 2 min 48 s \| \| \| 7.º \| Hernán Aguirre \| Colombia Tierra de Atletas-GW Bicicletas \| + 3 min 17 s \| \| \| 8.º \| Robinson Chalapud \| Medellín \| + 4 min 06 s \| \| \| 9.º \| Fabio Duarte \| Medellín \| + 4 min 14 s \| \| \| 10.º \| Didier Chaparro \| IDEA-Ind. Antioquia-FLA-Lot. Medellín \| + 5 min 06 s \| \| |                           |                                          |                  |
| |                           |                                          |                  |
| |                           |                                          |                  |
| Clasificación general |                           |                                          |                  |
| Ciclista | Ciclista                  | Equipo                                   | Tiempo           |
| 1.º | Diego Camargo             | Colombia Tierra de Atletas-GW Bicicletas | 20 h 45 min 57 s |
| 2.º | Óscar Sevilla             | Medellín                                 | + 33 s           |
| 3.º | Danny Osorio              | IDEA-Ind. Antioquia-FLA-Lot. Medellín    | + 53 s           |
| 4.º | Juan Pablo Suárez         | EPM-Scott                                | + 56 s           |
| 5.º | Alexander Gil             | EPM-Scott                                | + 1 min 49 s     |
| 6.º | Salvador Moreno Hernández | EBSA Empresa de Energía Boyacá           | + 2 min 48 s     |
| 7.º | Hernán Aguirre            | Colombia Tierra de Atletas-GW Bicicletas | + 3 min 17 s     |
| 8.º | Robinson Chalapud         | Medellín                                 | + 4 min 06 s     |
| 9.º | Fabio Duarte              | Medellín                                 | + 4 min 14 s     |
| 10.º | Didier Chaparro           | IDEA-Ind. Antioquia-FLA-Lot. Medellín    | + 5 min 06 s     |

### 8.ª etapa
| Manizales - Belalcázar | etapa de montaña | (163,3 km) |

| \| Clasificación de la etapa \| Clasificación de la etapa \| Clasificación de la etapa \| Clasificación de la etapa \| Clasificación de la etapa \| \| Ciclista \| Ciclista \| Equipo \| Tiempo \| \| \| ------------------------- \| ------------------------- \| ---------------------------------------- \| ------------------------- \| ------------------------- \| \| 1.º \| José Tito Hernández \| Medellín \| 3 h 38 min 45 s \| \| \| 2.º \| Didier Chaparro \| IDEA-Ind. Antioquia-FLA-Lot. Medellín \| + 2 s \| \| \| 3.º \| Sebastián Castaño \| IDEA-Ind. Antioquia-FLA-Lot. Medellín \| + 1 min 21 s \| \| \| 4.º \| Juan Pablo Vallejo \| UAE Team Colombia \| + 1 min 36 s \| \| \| 5.º \| Bernardo Suaza \| Equipo Continental Supergiros \| + 2 min 01 s \| \| \| 6.º \| Juan Pablo Suárez \| EPM-Scott \| + 3 min 27 s \| \| \| 7.º \| Óscar Sevilla \| Medellín \| + 3 min 27 s \| \| \| 8.º \| Diego Camargo \| Colombia Tierra de Atletas-GW Bicicletas \| + 3 min 27 s \| \| \| 9.º \| Danny Osorio \| IDEA-Ind. Antioquia-FLA-Lot. Medellín \| + 3 min 27 s \| \| \| 10.º \| Aldemar Reyes Ortega \| EPM-Scott \| + 3 min 38 s \| \| |                      |                                          |                 |
| |                      |                                          |                 |
| |                      |                                          |                 |
| Clasificación de la etapa |                      |                                          |                 |
| Ciclista | Ciclista             | Equipo                                   | Tiempo          |
| 1.º | José Tito Hernández  | Medellín                                 | 3 h 38 min 45 s |
| 2.º | Didier Chaparro      | IDEA-Ind. Antioquia-FLA-Lot. Medellín    | + 2 s           |
| 3.º | Sebastián Castaño    | IDEA-Ind. Antioquia-FLA-Lot. Medellín    | + 1 min 21 s    |
| 4.º | Juan Pablo Vallejo   | UAE Team Colombia                        | + 1 min 36 s    |
| 5.º | Bernardo Suaza       | Equipo Continental Supergiros            | + 2 min 01 s    |
| 6.º | Juan Pablo Suárez    | EPM-Scott                                | + 3 min 27 s    |
| 7.º | Óscar Sevilla        | Medellín                                 | + 3 min 27 s    |
| 8.º | Diego Camargo        | Colombia Tierra de Atletas-GW Bicicletas | + 3 min 27 s    |
| 9.º | Danny Osorio         | IDEA-Ind. Antioquia-FLA-Lot. Medellín    | + 3 min 27 s    |
| 10.º | Aldemar Reyes Ortega | EPM-Scott                                | + 3 min 38 s    |

| \| Clasificación general \| Clasificación general \| Clasificación general \| Clasificación general \| Clasificación general \| \| Ciclista \| Ciclista \| Equipo \| Tiempo \| \| \| --------------------- \| ------------------------- \| ---------------------------------------- \| --------------------- \| --------------------- \| \| 1.º \| Diego Camargo \| Colombia Tierra de Atletas-GW Bicicletas \| 24 h 28 min 09 s \| \| \| 2.º \| Óscar Sevilla \| Medellín \| + 33 s \| \| \| 3.º \| Danny Osorio \| IDEA-Ind. Antioquia-FLA-Lot. Medellín \| + 53 s \| \| \| 4.º \| Juan Pablo Suárez \| EPM-Scott \| + 56 s \| \| \| 5.º \| Didier Chaparro \| IDEA-Ind. Antioquia-FLA-Lot. Medellín \| + 1 min 34 s \| \| \| 6.º \| Alexander Gil \| EPM-Scott \| + 2 min 01 s \| \| \| 7.º \| José Tito Hernández \| Medellín \| + 3 min 38 s \| \| \| 8.º \| Salvador Moreno Hernández \| EBSA Empresa de Energía Boyacá \| + 4 min 43 s \| \| \| 9.º \| Sebastián Castaño \| IDEA-Ind. Antioquia-FLA-Lot. Medellín \| + 4 min 51 s \| \| \| 10.º \| Aldemar Reyes Ortega \| EPM-Scott \| + 5 min 20 s \| \| |                           |                                          |                  |
| |                           |                                          |                  |
| |                           |                                          |                  |
| Clasificación general |                           |                                          |                  |
| Ciclista | Ciclista                  | Equipo                                   | Tiempo           |
| 1.º | Diego Camargo             | Colombia Tierra de Atletas-GW Bicicletas | 24 h 28 min 09 s |
| 2.º | Óscar Sevilla             | Medellín                                 | + 33 s           |
| 3.º | Danny Osorio              | IDEA-Ind. Antioquia-FLA-Lot. Medellín    | + 53 s           |
| 4.º | Juan Pablo Suárez         | EPM-Scott                                | + 56 s           |
| 5.º | Didier Chaparro           | IDEA-Ind. Antioquia-FLA-Lot. Medellín    | + 1 min 34 s     |
| 6.º | Alexander Gil             | EPM-Scott                                | + 2 min 01 s     |
| 7.º | José Tito Hernández       | Medellín                                 | + 3 min 38 s     |
| 8.º | Salvador Moreno Hernández | EBSA Empresa de Energía Boyacá           | + 4 min 43 s     |
| 9.º | Sebastián Castaño         | IDEA-Ind. Antioquia-FLA-Lot. Medellín    | + 4 min 51 s     |
| 10.º | Aldemar Reyes Ortega      | EPM-Scott                                | + 5 min 20 s     |

### 9.ª etapa
| La Pintada - Medellín | etapa de media montaña | (87,1 km) |

| \| Clasificación de la etapa \| Clasificación de la etapa \| Clasificación de la etapa \| Clasificación de la etapa \| Clasificación de la etapa \| \| Ciclista \| Ciclista \| Equipo \| Tiempo \| \| \| ------------------------- \| ------------------------- \| ---------------------------------------- \| ------------------------- \| ------------------------- \| \| 1.º \| Juan Pablo Suárez \| EPM-Scott \| 2 h 29 min 29 s \| \| \| 2.º \| Óscar Sevilla \| Medellín \| + 0 s \| \| \| 3.º \| Germán Chaves \| EPM-Scott \| + 0 s \| \| \| 4.º \| Aldemar Reyes Ortega \| EPM-Scott \| + 0 s \| \| \| 5.º \| Sebastián Castaño \| IDEA-Ind. Antioquia-FLA-Lot. Medellín \| + 0 s \| \| \| 6.º \| Adrián Bustamante \| UAE Team Colombia \| + 0 s \| \| \| 7.º \| José Tito Hernández \| Medellín \| + 0 s \| \| \| 8.º \| Diego Camargo \| Colombia Tierra de Atletas-GW Bicicletas \| + 0 s \| \| \| 9.º \| Alexander Gil \| EPM-Scott \| + 0 s \| \| \| 10.º \| Danny Osorio \| IDEA-Ind. Antioquia-FLA-Lot. Medellín \| + 0 s \| \| |                      |                                          |                 |
| |                      |                                          |                 |
| |                      |                                          |                 |
| Clasificación de la etapa |                      |                                          |                 |
| Ciclista | Ciclista             | Equipo                                   | Tiempo          |
| 1.º | Juan Pablo Suárez    | EPM-Scott                                | 2 h 29 min 29 s |
| 2.º | Óscar Sevilla        | Medellín                                 | + 0 s           |
| 3.º | Germán Chaves        | EPM-Scott                                | + 0 s           |
| 4.º | Aldemar Reyes Ortega | EPM-Scott                                | + 0 s           |
| 5.º | Sebastián Castaño    | IDEA-Ind. Antioquia-FLA-Lot. Medellín    | + 0 s           |
| 6.º | Adrián Bustamante    | UAE Team Colombia                        | + 0 s           |
| 7.º | José Tito Hernández  | Medellín                                 | + 0 s           |
| 8.º | Diego Camargo        | Colombia Tierra de Atletas-GW Bicicletas | + 0 s           |
| 9.º | Alexander Gil        | EPM-Scott                                | + 0 s           |
| 10.º | Danny Osorio         | IDEA-Ind. Antioquia-FLA-Lot. Medellín    | + 0 s           |

| \| Clasificación general \| Clasificación general \| Clasificación general \| Clasificación general \| Clasificación general \| \| Ciclista \| Ciclista \| Equipo \| Tiempo \| \| \| --------------------- \| ------------------------- \| ---------------------------------------- \| --------------------- \| --------------------- \| \| 1.º \| Diego Camargo \| Colombia Tierra de Atletas-GW Bicicletas \| 26 h 57 min 38 s \| \| \| 2.º \| Óscar Sevilla \| Medellín \| + 24 s \| \| \| 3.º \| Juan Pablo Suárez \| EPM-Scott \| + 44 s \| \| \| 4.º \| Danny Osorio \| IDEA-Ind. Antioquia-FLA-Lot. Medellín \| + 52 s \| \| \| 5.º \| Didier Chaparro \| IDEA-Ind. Antioquia-FLA-Lot. Medellín \| + 1 min 34 s \| \| \| 6.º \| Alexander Gil \| EPM-Scott \| + 2 min 01 s \| \| \| 7.º \| José Tito Hernández \| Medellín \| + 3 min 38 s \| \| \| 8.º \| Sebastián Castaño \| IDEA-Ind. Antioquia-FLA-Lot. Medellín \| + 4 min 51 s \| \| \| 9.º \| Aldemar Reyes Ortega \| EPM-Scott \| + 5 min 20 s \| \| \| 10.º \| Salvador Moreno Hernández \| EBSA Empresa de Energía Boyacá \| + 6 min 13 s \| \| |                           |                                          |                  |
| |                           |                                          |                  |
| |                           |                                          |                  |
| Clasificación general |                           |                                          |                  |
| Ciclista | Ciclista                  | Equipo                                   | Tiempo           |
| 1.º | Diego Camargo             | Colombia Tierra de Atletas-GW Bicicletas | 26 h 57 min 38 s |
| 2.º | Óscar Sevilla             | Medellín                                 | + 24 s           |
| 3.º | Juan Pablo Suárez         | EPM-Scott                                | + 44 s           |
| 4.º | Danny Osorio              | IDEA-Ind. Antioquia-FLA-Lot. Medellín    | + 52 s           |
| 5.º | Didier Chaparro           | IDEA-Ind. Antioquia-FLA-Lot. Medellín    | + 1 min 34 s     |
| 6.º | Alexander Gil             | EPM-Scott                                | + 2 min 01 s     |
| 7.º | José Tito Hernández       | Medellín                                 | + 3 min 38 s     |
| 8.º | Sebastián Castaño         | IDEA-Ind. Antioquia-FLA-Lot. Medellín    | + 4 min 51 s     |
| 9.º | Aldemar Reyes Ortega      | EPM-Scott                                | + 5 min 20 s     |
| 10.º | Salvador Moreno Hernández | EBSA Empresa de Energía Boyacá           | + 6 min 13 s     |

### 10.ª etapa
La etapa que inicialmente estaba prevista con un circuito de 6 vueltas por un circuito por la ciudad de Medellín de 14 km seguido de un ascenso al Alto de Santa Elena fue reducida en 2 giros debido a una protesta realizada por el pelotón al inicio de la segunda etapa exigiendo que se les garantizara su seguridad. Con la reducción del recorrido la etapa pasó de 100 km a 72 km.
| Medellín - Alto de Santa Elena | etapa de media montaña | (72 km) |

| \| Clasificación de la etapa \| Clasificación de la etapa \| Clasificación de la etapa \| Clasificación de la etapa \| Clasificación de la etapa \| \| Ciclista \| Ciclista \| Equipo \| Tiempo \| \| \| ------------------------- \| ------------------------- \| ---------------------------------------- \| ------------------------- \| ------------------------- \| \| 1.º \| Salvador Moreno Hernández \| EBSA Empresa de Energía Boyacá \| 2 h 41 min 40 s \| \| \| 2.º \| Germán Chaves \| EPM-Scott \| + 7 s \| \| \| 3.º \| José Tito Hernández \| Medellín \| + 9 s \| \| \| 4.º \| Óscar Sevilla \| Medellín \| + 12 s \| \| \| 5.º \| Diego Camargo \| Colombia Tierra de Atletas-GW Bicicletas \| + 12 s \| \| \| 6.º \| Brayan Sánchez \| Medellín \| + 12 s \| \| \| 7.º \| Juan Pablo Suárez \| EPM-Scott \| + 12 s \| \| \| 8.º \| Javier Jamaica \| Fundación Depormundo \| + 12 s \| \| \| 9.º \| Danny Osorio \| IDEA-Ind. Antioquia-FLA-Lot. Medellín \| + 12 s \| \| \| 10.º \| Didier Chaparro \| IDEA-Ind. Antioquia-FLA-Lot. Medellín \| + 28 s \| \| |                           |                                          |                 |
| |                           |                                          |                 |
| |                           |                                          |                 |
| Clasificación de la etapa |                           |                                          |                 |
| Ciclista | Ciclista                  | Equipo                                   | Tiempo          |
| 1.º | Salvador Moreno Hernández | EBSA Empresa de Energía Boyacá           | 2 h 41 min 40 s |
| 2.º | Germán Chaves             | EPM-Scott                                | + 7 s           |
| 3.º | José Tito Hernández       | Medellín                                 | + 9 s           |
| 4.º | Óscar Sevilla             | Medellín                                 | + 12 s          |
| 5.º | Diego Camargo             | Colombia Tierra de Atletas-GW Bicicletas | + 12 s          |
| 6.º | Brayan Sánchez            | Medellín                                 | + 12 s          |
| 7.º | Juan Pablo Suárez         | EPM-Scott                                | + 12 s          |
| 8.º | Javier Jamaica            | Fundación Depormundo                     | + 12 s          |
| 9.º | Danny Osorio              | IDEA-Ind. Antioquia-FLA-Lot. Medellín    | + 12 s          |
| 10.º | Didier Chaparro           | IDEA-Ind. Antioquia-FLA-Lot. Medellín    | + 28 s          |

## Clasificaciones finales
- Las clasificaciones finalizaron de la siguiente forma:[10]

### Clasificación general
| \| Clasificación general \| Clasificación general \| Clasificación general \| Clasificación general \| Clasificación general \| \| Ciclista \| Ciclista \| Equipo \| Tiempo \| \| \| --------------------- \| ------------------------- \| ---------------------------------------- \| --------------------- \| --------------------- \| \| 1.º \| Diego Camargo \| Colombia Tierra de Atletas-GW Bicicletas \| 29 h 39 min 30 s \| \| \| 2.º \| Óscar Sevilla \| Medellín \| + 24 s \| \| \| 3.º \| Juan Pablo Suárez \| EPM-Scott \| + 44 s \| \| \| 4.º \| Danny Osorio \| IDEA-Ind. Antioquia-FLA-Lot. Medellín \| + 52 s \| \| \| 5.º \| Didier Chaparro \| IDEA-Ind. Antioquia-FLA-Lot. Medellín \| + 1 min 50 s \| \| \| 6.º \| Alexander Gil \| EPM-Scott \| + 2 min 59 s \| \| \| 7.º \| José Tito Hernández \| Medellín \| + 3 min 31 s \| \| \| 8.º \| Salvador Moreno Hernández \| EBSA Empresa de Energía Boyacá \| + 5 min 51 s \| \| \| 9.º \| Aldemar Reyes Ortega \| EPM-Scott \| + 5 min 53 s \| \| \| 10.º \| Germán Chaves \| EPM-Scott \| + 6 min 50 s \| \| |                           |                                          |                  |
| |                           |                                          |                  |
| Fuente: Cycling Archives |                           |                                          |                  |
| Clasificación general |                           |                                          |                  |
| Ciclista | Ciclista                  | Equipo                                   | Tiempo           |
| 1.º | Diego Camargo             | Colombia Tierra de Atletas-GW Bicicletas | 29 h 39 min 30 s |
| 2.º | Óscar Sevilla             | Medellín                                 | + 24 s           |
| 3.º | Juan Pablo Suárez         | EPM-Scott                                | + 44 s           |
| 4.º | Danny Osorio              | IDEA-Ind. Antioquia-FLA-Lot. Medellín    | + 52 s           |
| 5.º | Didier Chaparro           | IDEA-Ind. Antioquia-FLA-Lot. Medellín    | + 1 min 50 s     |
| 6.º | Alexander Gil             | EPM-Scott                                | + 2 min 59 s     |
| 7.º | José Tito Hernández       | Medellín                                 | + 3 min 31 s     |
| 8.º | Salvador Moreno Hernández | EBSA Empresa de Energía Boyacá           | + 5 min 51 s     |
| 9.º | Aldemar Reyes Ortega      | EPM-Scott                                | + 5 min 53 s     |
| 10.º | Germán Chaves             | EPM-Scott                                | + 6 min 50 s     |

### Clasificación por puntos
| Clasificación por puntos | Clasificación por puntos  | Clasificación por puntos                 | Clasificación por puntos | Clasificación por puntos |
| Ciclista                 | Ciclista                  | Equipo                                   | Puntos                   |                          |
| ------------------------ | ------------------------- | ---------------------------------------- | ------------------------ | ------------------------ |
| 1.º                      | Juan Pablo Suárez         | EPM-Scott                                | 83 pts                   |                          |
| 2.º                      | Óscar Sevilla             | Medellín                                 | 68 pts                   |                          |
| 3.º                      | Diego Camargo             | Colombia Tierra de Atletas-GW Bicicletas | 51 pts                   |                          |
| 4.º                      | Alexander Gil             | EPM-Scott                                | 39 pts                   |                          |
| 5.º                      | José Tito Hernández       | Medellín                                 | 39 pts                   |                          |
| 6.º                      | Nelson Soto Martínez      | Colombia Tierra de Atletas-GW Bicicletas | 37 pts                   |                          |
| 7.º                      | Bernardo Suaza            | Equipo Continental Supergiros            | 36 pts                   |                          |
| 8.º                      | Danny Osorio              | IDEA-Ind. Antioquia-FLA-Lot. Medellín    | 32 pts                   |                          |
| 9.º                      | Brayan Sánchez            | Medellín                                 | 32 pts                   |                          |
| 10.º                     | Salvador Moreno Hernández | EBSA Empresa de Energía Boyacá           | 30 pts                   |                          |

### Clasificación de la montaña
| Clasificación de la montaña | Clasificación de la montaña | Clasificación de la montaña              | Clasificación de la montaña | Clasificación de la montaña |
| Ciclista                    | Ciclista                    | Equipo                                   | Puntos                      |                             |
| --------------------------- | --------------------------- | ---------------------------------------- | --------------------------- | --------------------------- |
| 1.º                         | Salvador Moreno Hernández   | EBSA Empresa de Energía Boyacá           | 38 pts                      |                             |
| 2.º                         | Diego Camargo               | Colombia Tierra de Atletas-GW Bicicletas | 34 pts                      |                             |
| 3.º                         | Juan Pablo Suárez           | EPM-Scott                                | 33 pts                      |                             |
| 4.º                         | Danny Osorio                | IDEA-Ind. Antioquia-FLA-Lot. Medellín    | 32 pts                      |                             |
| 5.º                         | Óscar Sevilla               | Medellín                                 | 20 pts                      |                             |
| 6.º                         | Nicolás Paredes             | Medellín                                 | 19 pts                      |                             |
| 7.º                         | George Tibaquirá            | Sundark Arawak                           | 12 pts                      |                             |
| 8.º                         | Hernán Aguirre              | Colombia Tierra de Atletas-GW Bicicletas | 9 pts                       |                             |
| 9.º                         | Alexander Gil               | EPM-Scott                                | 8 pts                       |                             |
| 10.º                        | Brayan Sánchez              | Medellín                                 | 8 pts                       |                             |

### Clasificación sprint especial (metas volantes)
| Clasificación de las metas volantes | Clasificación de las metas volantes | Clasificación de las metas volantes   | Clasificación de las metas volantes | Clasificación de las metas volantes |
| Ciclista                            | Ciclista                            | Equipo                                | Puntos                              |                                     |
| ----------------------------------- | ----------------------------------- | ------------------------------------- | ----------------------------------- | ----------------------------------- |
| 1.º                                 | Juan Diego Hoyos                    | Colnago CM Team                       | 29 pts                              |                                     |
| 2.º                                 | Brayan Sánchez                      | Medellín                              | 11 pts                              |                                     |
| 3.º                                 | Luis Carlos Chía                    | Colnago CM Team                       | 8 pts                               |                                     |
| 4.º                                 | Alejandro Ruiz                      | Equipo Continental Supergiros         | 7 pts                               |                                     |
| 5.º                                 | Germán Chaves                       | EPM-Scott                             | 6 pts                               |                                     |
| 6.º                                 | Óscar Sevilla                       | Medellín                              | 5 pts                               |                                     |
| 7.º                                 | Fabio Duarte                        | Medellín                              | 5 pts                               |                                     |
| 8.º                                 | Sebastián Castaño                   | IDEA-Ind. Antioquia-FLA-Lot. Medellín | 4 pts                               |                                     |
| 9.º                                 | Nicolás García Alvarez              | Fuerzas Armadas                       | 4 pts                               |                                     |
| 10.º                                | Bryan Gómez                         | Equipo Continental Supergiros         | 4 pts                               |                                     |

### Clasificación sub-23
| Clasificación sub-23 | Clasificación sub-23 | Clasificación sub-23                     | Clasificación sub-23 | Clasificación sub-23 |
| Ciclista             | Ciclista             | Equipo                                   | Tiempo               |                      |
| -------------------- | -------------------- | ---------------------------------------- | -------------------- | -------------------- |
| 1.º                  | Diego Camargo        | Colombia Tierra de Atletas-GW Bicicletas | 29 h 39 min 30 s     |                      |
| 2.º                  | Rafael Stiven Pineda | UAE Team Colombia                        | + 14 min 21 s        |                      |
| 3.º                  | Roosbelth Rojas      | UAE Team Colombia                        | + 16 min 56 s        |                      |
| 4.º                  | Juan Tito Rendón     | UAE Team Colombia                        | + 17 min 50 s        |                      |
| 5.º                  | Carlos Herney Soler  | EBSA Empresa de Energía Boyacá           | + 19 min 06 s        |                      |
| 6.º                  | Juan Pablo Vallejo   | UAE Team Colombia                        | + 22 min 18 s        |                      |
| 7.º                  | Óscar Fernández      | Indeportes Boyacá Avanza-BRC             | + 28 min 48 s        |                      |
| 8.º                  | Adrián Bustamante    | UAE Team Colombia                        | + 38 min 04 s        |                      |
| 9.º                  | Pedro Ruíz           | Boyacá es Para Vivirla                   | + 38 min 41 s        |                      |
| 10.º                 | Juan Pablo Restrepo  | UAE Team Colombia                        | + 39 min 13 s        |                      |

### Clasificación por equipos
| Clasificación por equipos | Clasificación por equipos                | Clasificación por equipos | Clasificación por equipos |
| Equipo                    | Equipo                                   | Tiempo                    |                           |
| ------------------------- | ---------------------------------------- | ------------------------- | ------------------------- |
| 1.º                       | Medellín                                 | 89 h 02 min 13 s          |                           |
| 2.º                       | EPM-Scott                                | + 2 min 13 s              |                           |
| 3.º                       | IDEA-Ind. Antioquia-FLA-Lot. Medellín    | + 4 min 49 s              |                           |
| 4.º                       | UAE Team Colombia                        | + 31 min 18 s             |                           |
| 5.º                       | Colombia Tierra de Atletas-GW Bicicletas | + 31 min 55 s             |                           |
| 6.º                       | EBSA Empresa de Energía Boyacá           | + 36 min 45 s             |                           |
| 7.º                       | Supergiros-Alcaldía de Manizales         | + 1 h 03 min 01 s         |                           |
| 8.º                       | Indeportes Boyacá Avanza-BRC             | + 1 h 08 min 36 s         |                           |
| 9.º                       | Ingeniería de Vías                       | + 1 h 16 min 48 s         |                           |
| 10.º                      | Talentos Colombia                        | + 1 h 42 min 10 s         |                           |

## Evolución de las clasificaciones
| Etapa                   | Vencedor                | Clasificación general | Clasificación por puntos | Clasificación de la montaña | Clasificación sprint especial | Clasificación de los jóvenes | Clasificación de los novatos | Clasificación por equipos |
| ----------------------- | ----------------------- | --------------------- | ------------------------ | --------------------------- | ----------------------------- | ---------------------------- | ---------------------------- | ------------------------- |
| 1.ª                     | Bernardo Suaza          | Bernardo Suaza        | Bernardo Suaza           | Juan Pablo Suárez           | Germán Chaves                 | Adrián Bustamante            | Adrián Bustamante            | EPM-Scott                 |
| 2.ª                     | Alexander Gil           | Alexander Gil         | Juan Pablo Suárez        | Óscar Pachón                | Germán Chaves                 | Diego Camargo                | Óscar Galvis                 | EPM-Scott                 |
| 3.ª                     | Nelson Soto Martínez    | Alexander Gil         | Juan Pablo Suárez        | Óscar Pachón                | Juan Diego Hoyos              | Diego Camargo                | Óscar Galvis                 | EPM-Scott                 |
| 4.ª                     | Nelson Soto Martínez    | Alexander Gil         | Juan Pablo Suárez        | Óscar Pachón                | Juan Diego Hoyos              | Diego Camargo                | Óscar Galvis                 | EPM-Scott                 |
| 5.ª                     | Salvador Moreno         | Diego Camargo         | Juan Pablo Suárez        | Salvador Moreno             | Juan Diego Hoyos              | Diego Camargo                | Edgar Pinzón                 | EPM-Scott                 |
| 6.ª                     | Yeison Rincón           | Diego Camargo         | Juan Pablo Suárez        | Salvador Moreno             | Juan Diego Hoyos              | Diego Camargo                | Edgar Pinzón                 | EPM-Scott                 |
| 7.ª                     | Óscar Sevilla           | Diego Camargo         | Juan Pablo Suárez        | Salvador Moreno             | Juan Diego Hoyos              | Diego Camargo                | Edgar Pinzón                 | EPM-Scott                 |
| 8.ª                     | José Tito Hernández     | Diego Camargo         | Juan Pablo Suárez        | Diego Camargo               | Juan Diego Hoyos              | Diego Camargo                | Roosbelth Rojas              | Medellín                  |
| 9.ª                     | Juan Pablo Suárez       | Diego Camargo         | Juan Pablo Suárez        | Diego Camargo               | Juan Diego Hoyos              | Diego Camargo                | Roosbelth Rojas              | Medellín                  |
| 10.ª                    | Salvador Moreno         | Diego Camargo         | Juan Pablo Suárez        | Salvador Moreno             | Juan Diego Hoyos              | Diego Camargo                | Roosbelth Rojas              | Medellín                  |
| Clasificaciones finales | Clasificaciones finales | Diego Camargo         | Juan Pablo Suárez        | Salvador Moreno             | Juan Diego Hoyos              | Diego Camargo                | Roosbelth Rojas              | Medellín                  |